# Nok (bouwkundig)

1 = nokruiter
2 = nok snijlijn bovenkant dakbeschot
3 = nokgording
4 = makelaar
5 = dakbeschot
6 = spantbeen
7 = gording

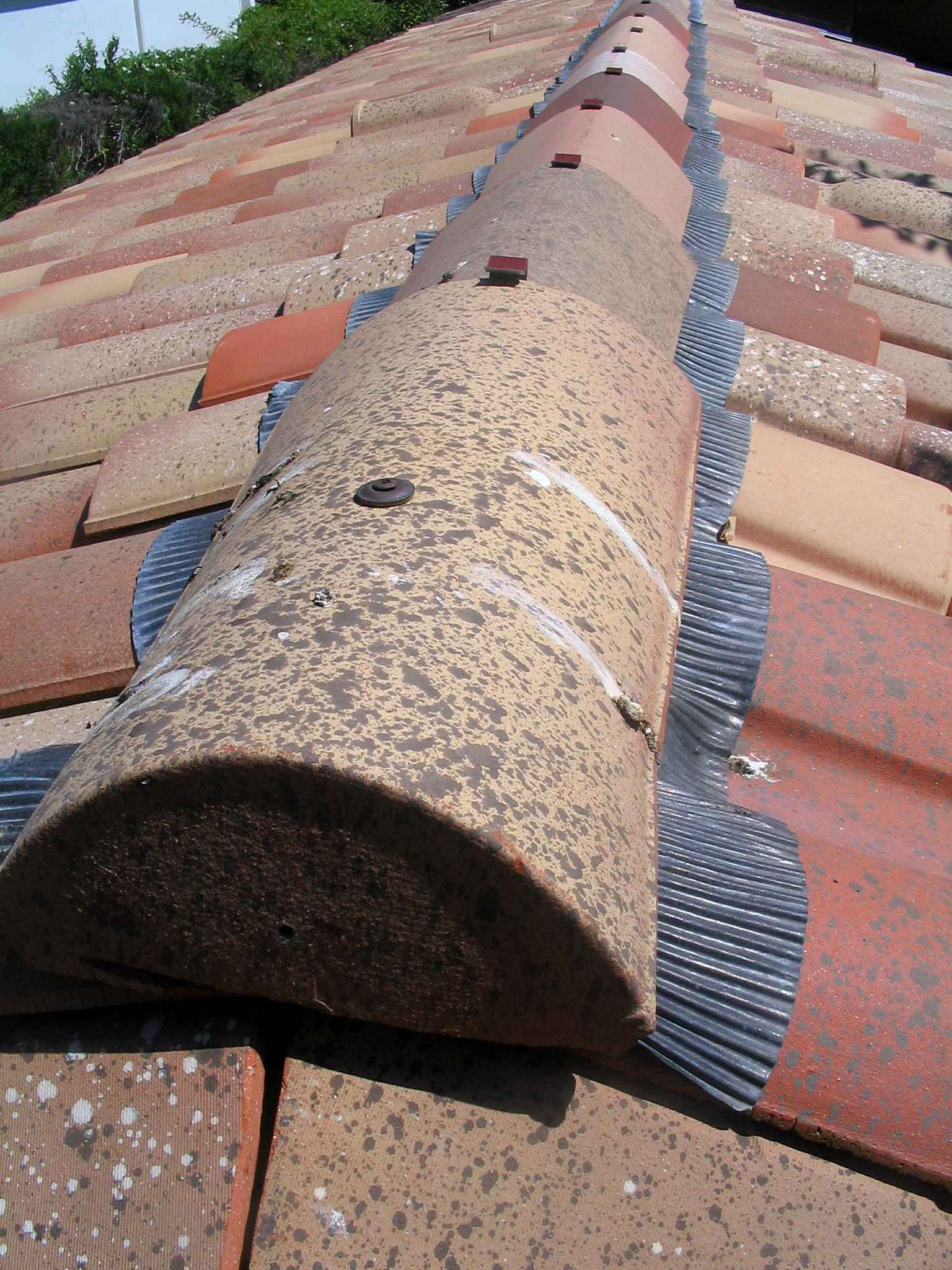
Dakvorsten

Een nok of daknok is de snijlijn tussen twee dakvlakken. Een nok is bijna altijd horizontaal. Onder de nok bevindt zich meestal de nokgording, soms ook nok genoemd, waarop een nokruiter (een verticaal gestelde plank) is aangebracht, die bij een pannendak de nokvorst draagt.
De nok wordt bij een pannendak waterdicht afgedekt met nokvorsten. Ook bij een rieten dak gebeurt dit vaak in Nederland. In andere landen worden bij rieten daken vaak andere bedekkingen gebruikt.